# Heißingfelding
Heißingfelding ist ein Dorf, eine Ortschaft und eine Katastralgemeinde in der Marktgemeinde Bad Hofgastein im österreichischen Bundesland Salzburg.

## Geografie

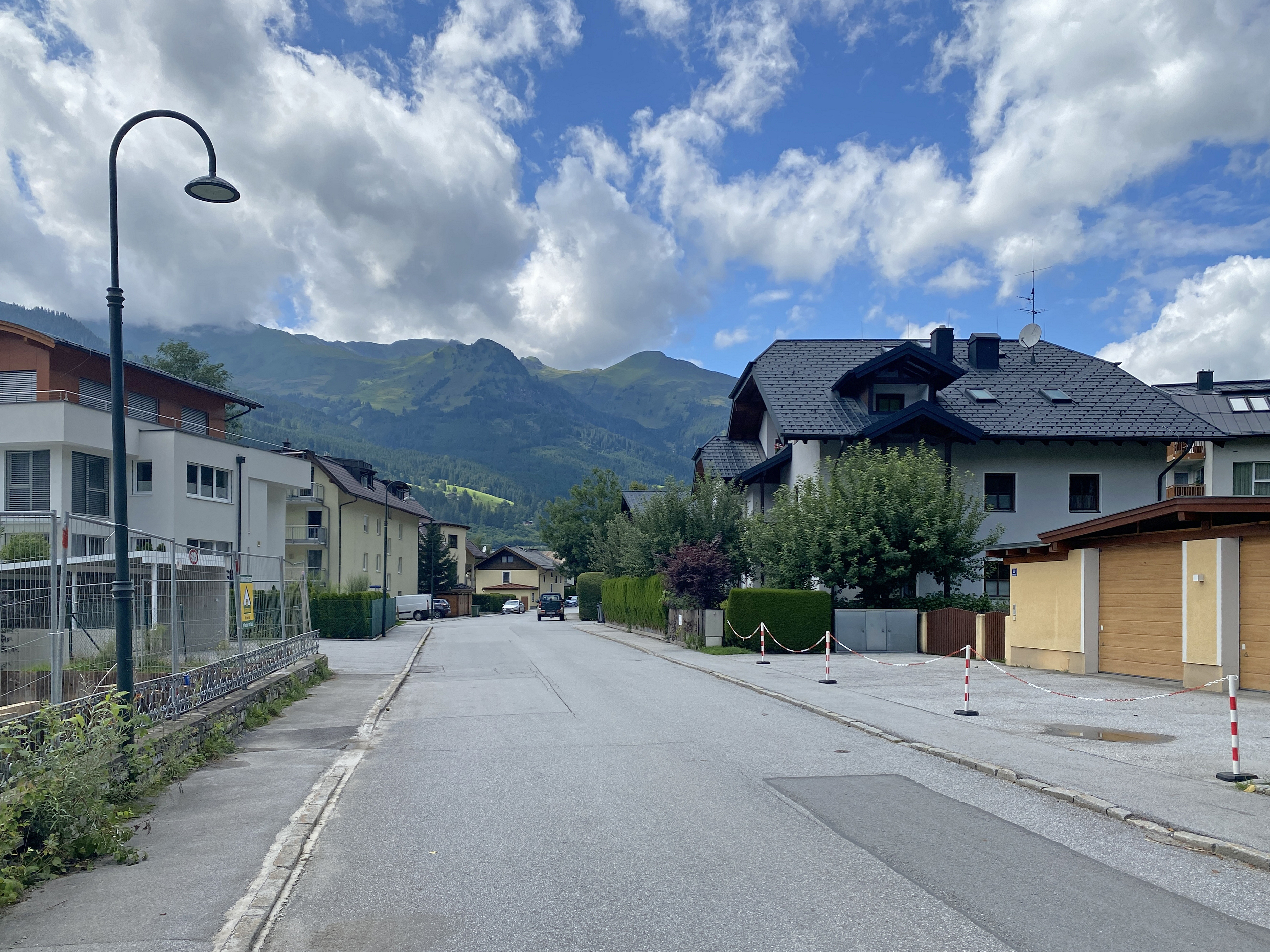
Straße im Dorf Heißingfelding

Die Katastralgemeinde Heißingfelding erstreckt sich über eine Fläche von 1.210,79 ha (Stand: 31. Dezember 2023).
Zur Ortschaft Heißingfelding gehören die Dörfer Heißingfelding und Felding, die Rotte Heißing, der Einzelhof Planitzen, die Schihütte Gamskarkogel-Hütte sowie die Almen Grußberg-Heimalm und Rastötzenalm. Die Ortschaft umfasst 193 Adressen (Stand: 1. April 2020) und hat 657 Einwohner (Stand: 1. Jänner 2025).
Das Dorf Heißingfelding liegt auf einer Höhe von 845 m ü. A. Es hat den Charakter einer Streusiedlung. Westlich des Orts fließt die Gasteiner Ache.

## Geschichte

### Ortsgeschichte
Heißingfelding ist wahrscheinlich eine der ältesten Siedlungen im Gasteinertal. Erste Erwähnungen gehen auf das frühe 13. Jahrhundert zurück.
Unter Mitwirkung von zwei Landrichtern wurde im Jahr 1800 ein Armenhaus im Ort in Betrieb genommen, in dem alte und gebrechliche Dienstboten unterkamen. Das Wirtschaftsgebäude des Johann Röck in Heißingfelding wurde 1931 durch einen Brand zerstört.

### Lutherischer Friedhof
Im Ortsgebiet von Heißingfelding gab es um 1600 einige Jahrzehnte lang einen lutherischen Friedhof. Ein eindeutiger Hinweis auf Begräbnisse außerhalb der katholischen Friedhöfe stammt aus dem Jahr 1584, wo es heißt, dass Nichtkatholiken „sich unterstehen, sektische Leich' in ihre Gründ und Äcker zu begraben“. 1594 wurde berichtet, dass die Bergwerksgesellschaft, die aus den Gewerken und Knappen bestand, einen Ort für Bestattungen suche. Diese Bergwerksbruderschaft verfügte über ein beachtliches Vermögen, aus dem sie Sozialleistungen zahlte und gelegentlich Realitäten erwarb oder verkaufte. Die größtenteils protestantische Bergwerksgesellschaft war offensichtlich bestrebt, die Bestattungen in geordnete Bahnen zu bringen.
In einer Bruderschaftrechnung des Jahres 1597 findet sich ein sicherer Beleg für den Friedhof zu Felding, als 6 Schilling an einen Sänger ausgezahlt wurden für seinen Dienst, „bei der Gesellschaft Friedhof und Begräbnis zu Felding mit Singen sich gebrauchen zu lassen“.
Im Jahr 1602 gab Fürsterzbischof Wolf Dietrich von Raitenau die großzügige Erlaubnis, dass „derzeitige“ Protestanten einen eigenen Friedhof bekommen sollten. Im Jahr 1603 wurde Ursula Weitmoser unter großen Ehren wahrscheinlich im lutherischen Friedhof bestattet. 1604 war dieser Friedhof bereits zu klein, sodass um eine Erweiterung angesucht wurde. Das Salzburger Kammer-Konsilium genehmigte am 15. Juli 1604 die Friedhofserweiterung, die nach einem Grundstückserwerb wohl erst 1606 durchgeführt wurde.
Um 1615 zeichnete sich der Zusammenbruch des privaten Bergbaubetriebs im Gasteinertal ab, und Fürsterzbischof Wolf Dietrich engagierte sich besonders bei der Vertreibung von Protestanten aus dem Gasteinertal, davon alleine 500 Personen in den Jahren 1614 und 1615. Im Jahr 1615 wurde angeordnet, dass der Friedhof geschlossen und zerstört werden solle. Um 1617 durfte die Bruderschaft keine Unkatholischen mehr begraben, wobei nach Hinterseer offenbleibt, ob sich diese Anweisung nur auf den Feldinger Friedhof bezog. Mit der Einweihung des Friedhofs Dorfgastein im Jahr 1623 könnte der Friedhof zu Felding endgültig geschlossen worden sein. Am 26. August 1644 verkaufte der Erzknappe Matthäus Pruner das Friedhofsgrundstück an das damalige Siechenhaus.

## Kultur
Zu den in Heißingfelding aktiven zahlreichen Krampus-Gruppen („Passen“) des Gasteinertals zählen der 1996 gegründete Rachkögei-Pass und der 2007 gegründete Dimling-Pass.

## Infrastruktur

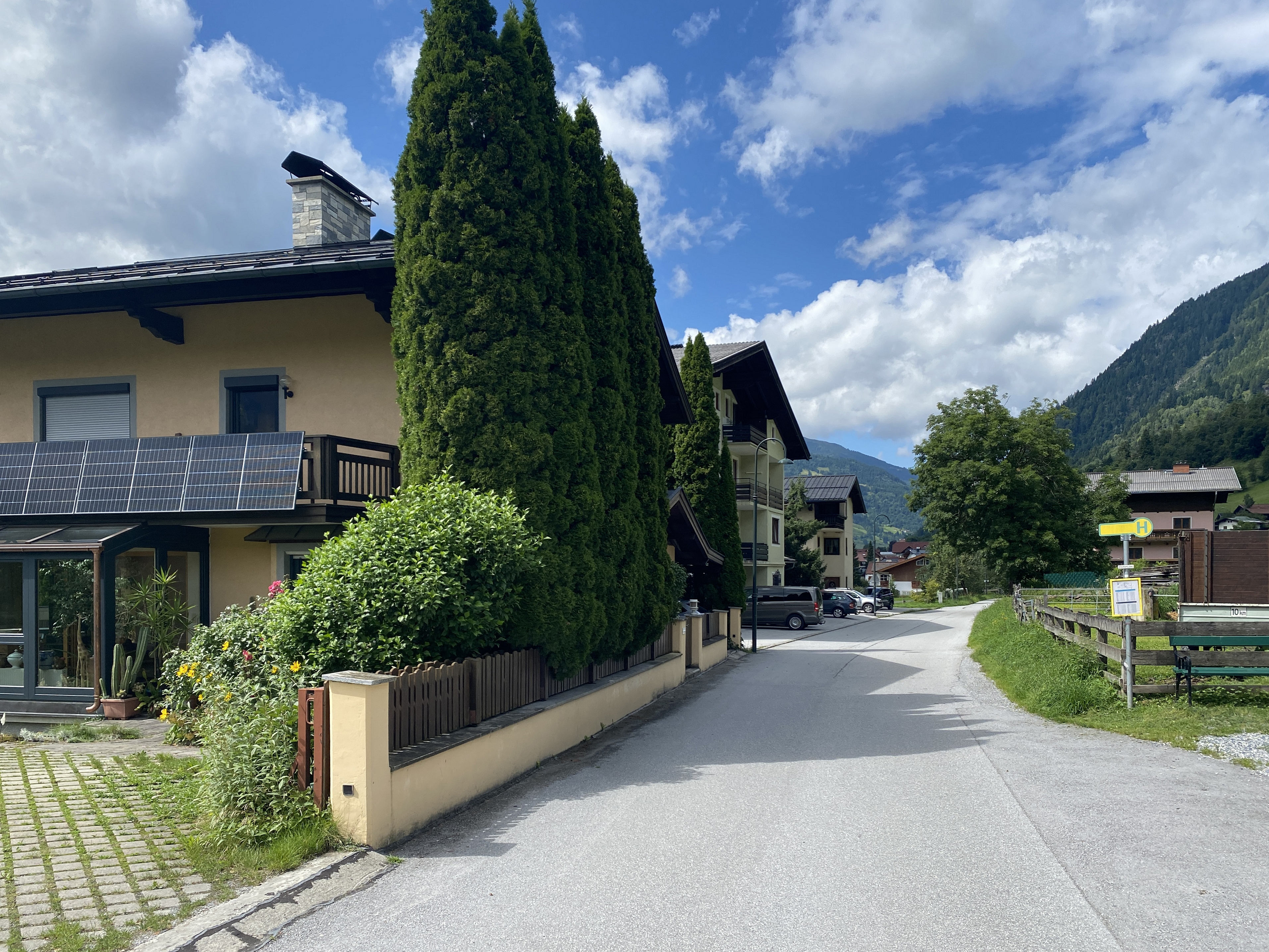
Bushaltestelle Bad Hofgastein Heißingfelding

Das Dorf ist über die Bushaltestellen Bad Hofgastein Heißingfelding und Bad Hofgastein Eisenstein an den öffentlichen Verkehr angeschlossen.